# Cine de América Latina
Se denomina cine latinoamericano al conjunto de producciones cinematográficas de los artistas, productores y técnicos de América Latina. 
El cine llegó a Latinoamérica en 1896, tras la primera exhibición de los Hermanos Lumière en 1895 en la ciudad de París. Desde esa época llegarían los equipos de rodaje, de proyección y profesionales promoviendo el principio del desarrollo de producciones en esta región. Nace con un proceso de expansión de la industria y la tecnología, y con apoyo principalmeinte del poder económico y político se comienza a instalar sobre la mayor parte del mundo. 
Poco a poco va creciendo una poderosa industria cultural y comunicacional que sirvió para alimentar la actividad cinematográfica y para transnacionalizar modelos de producción y de uso que fueron rápidamente aplicados sobre Latinoamérica.

## El cine mudo en América Latina
Con su invento de la cámara cinematográfica, Lumière recorrió el continente europeo y apenas seis meses después se lanzaba a la conquista de Latinoamérica. Durante 1897, son varios los países del continente que ven nacer sus primeras cintas y otros las verán antes de que se acabe el siglo. El cine latinoamericano de los inicios ha desaparecido en su mayoría, ha sido muy poco lo que se ha podido conservar. La mayor parte de las cintas encontradas datan de la etapa silente que llega aproximadamente hasta comienzos de los años treinta.

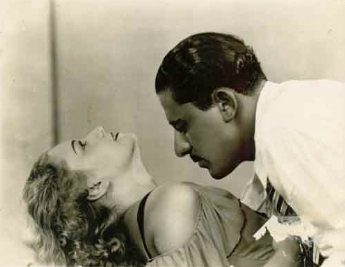
Déa Selva y Durval Bellini en Ganga Bruta

Se calcula que aproximadamente subsiste el 8,5 % del cine mudo chileno (considerando sólo la ficción), el 10 % del brasileño y el 5 % del argentino.

## El cine sonoro en América Latina
La aparición del cine sonoro (alrededor de 1933) es un suceso contundente para el cine y tuvo consecuencias notables en la producción latinoamericana, ya que la infraestructura técnica era bastante compleja y sofisticada y los precios no eran muy fáciles de costear por muchos pueblos latinos. Esto hizo que el cine pueblerino prácticamente desapareciera, para concentrarse exclusivamente en las capitales. “Buena parte de los países pequeños vieron frustradas sus posibilidades de tener algún día una industria cinematográfica. El fracaso del cine hispano y la instauración de los subtítulos como forma más viable y aceptada de traducción, creó un terreno propicio que aprovecharon las grandes industrias del continente: Argentina, Brasil y México para desarrollar importantes industrias fílmicas que, en un nivel más modesto, intentaron adaptar a la realidad latinoamericana los sistemas hollywoodenses, lanzando sus propios géneros y estrellas”.
Actualmente existen festivales y entidades dedicadas especialmente a la promoción del cine latinoamericano, como el Festival de Cine Latinoamericano de Toulouse, Festival Internacional del Nuevo Cine Latinoamericano de La Habana o la Fundación del Nuevo Cine Latinoamericano.

## El cine en cada país
El cine latinoamericano se genera con una dependencia económica y cultural que como problema viene a suponer para la industria y que le impedirá su surgimiento y producción nacional. “Con mayor claridad que en otro cine, el desarrollo de la industria y el arte cinematográfico se marca paralelo al desarrollo capitalista".
El mercado de cine latino no ha sido el mejor debido a que la mayor parte de su producción ha dependido de la capacidad económica de cada país y del tamaño de sus mercados internos.  Desde el origen del cine sonoro en 1930, hasta 1996, el 89% de la producción total cinematográfica se concentró solo en tres países: Argentina, Brasil y México.
Hasta mediados del siglo XX, el cine mexicano y argentino, tuvieron una considerable presencia latinoamericana, con exponentes como Cantinflas o Libertad Lamarque. Pero a partir de la década del 60, la presencia internacional del cine mexicano y argentino desapareció.[cita requerida]
En esa década surge la noción de "cine latinoamericano" como una manifestación artística emparentada, no tanto por el idioma (porque el papel de Brasil es muy importante) como por temáticas y propuestas estéticas emparentadas, así como por la perspectiva de construir un mercado de cine latinoamericano, integrado por espectadores con la necesidad de verse a sí mismos. Aunque estos tres países han sido las más grandes productoras dentro del cine latinoamericano también otros países han dejado sus huellas dentro de esta industria.[cita requerida]

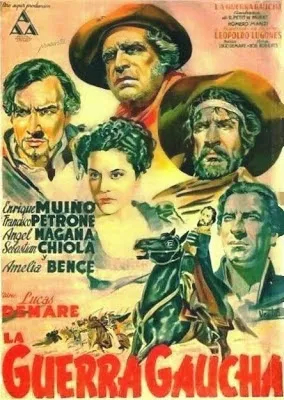
Clásico de la Época de oro del cine argentino

### Argentina
En Buenos Aires el cine gozaría de prosperidad en sus comienzos y se mantendría en los años treinta en buena parte debido a que se retrataría con espontaneidad y frescura sus barrios y su gente. Con la llegada del cine sonoro, que había herido de muerte a la mayor parte de las de por sí películas latinoamericanas, la incipiente industria argentina se convirtió, con más de treinta estudios y casi cuatro mil técnicos y actores, en el más importante centro de producción de la lengua castellana (50 films en 1939).
Los efectos de la Segunda Guerra Mundial, paralizaron poco después la actividad de sus estudios cinematográficos. Con el tiempo la industria de cine argentino fue creciendo hasta el día de hoy, siendo una de las más grandes industrias cinematográficas de América Latina. El país ha ganado dos Premios Óscar como Mejor Película de lengua no inglesa siendo la primera La historia oficial en 1986 y El secreto de sus ojos en 2010.

### Bolivia
Se inicia a inicios de 
la segunda década del siglo XX.  El cine de Jorge Sanjinés (Ukamau, 1966, La nación clandestina, 1989), perteneciente al grupo Ukamau, se constituiría en uno de los referentes del cine boliviano.

### Brasil
Había empezado de manera muy dispersa en 1900, con diversos centros de producción no sólo en Río de Janeiro, también en Recife, San Pablo y Belo Horizonte. El cine brasileño conoció un interesante surgimiento entre 1925-1935 con la fundación de su primer cine-club y la revista Cine arte que dirigía y apadrinaba Pedro Lima. Con la llegada del cine sonoro vendría el bache, diez films por año y 90 por ciento de programa americano. En 1942 solo se produce un film.

### Chile
Tuvo su época de mayor fertilidad en 1942 con el fomento del Estado por producir filmes para Chile y Latinoamérica, siguiendo el modelo de los estudios de Hollywood. Se estima que en 1938, había cerca de 250 salas de cine en todo el país. Después de una esporádica producción sonora que con la quiebra de la empresa nacional Chile Films desaparecería prácticamente hasta avanzados los años 60. Con la penetración de la TV y la crisis económica de la década de 1970, el negocio cinematográfico en Chile fue decayendo. A fines de esa década de los 70, no se contaban más de 50 salas en todo el país. Actualmente, Chile se encuentra en su "boom" de producción cinematográfica con distintos reconocimientos internacionales, incluyendo su más reciente Oscar por la película "Una mujer fantástica".

### Colombia
Su cinematografía muda abarca de 1922 a 1928 con no más de 12 largometrajes, influidos por compañías teatrales españolas con un gusto algo malo, según el historiador George Sadoul. Con el presidente Alfonso López (1934-1936), se promulgó una ley de protección al cine nacional, aunque debió derogarla inmediatamente a petición del entonces embajador de Estados Unidos. Cuatro habitantes por año iban al cine en 1957, las salas se triplicaron durante los años 50.

### Cuba
El cine cubano fue orientado hasta entrado los años veinte a una producción cinematográfica de contenido social, aunque melodramas sentimentales y comedias de negritos y gallegos constituyeron una parte significativa de la industria. Después de 1959 el cine cubano pasó a ser parte de la propaganda ideológica del estado aunque hay que reconocer la realización de filmes de gran calibre como Los sobrevivientes y La muerte de un burócrata que cuestionaban la nueva realidad que comenzaba a construir el gobierno comunista. Tal vez sea el cine uno de los medios que ha logrado establecer cierta autonomía gracias a las coproducciones de los directores cubanos con directores extranjeros después de 1990.
La primera película sonora, La serpiente roja, dirigida por Ernesto Caparrós, se realizó recién en 1937.

### Ecuador
Aunque su primera película hablada “Se conocieron en Guayaquil” (Alberto Santana, 1950) tuvo un gran éxito comercial y se produjeran una o dos películas durante esos primeros años, el cine padecerá de una penosa y secular sequía.

### México
Tras una próspera época de cine mudo, la producción cinematográfica mexicana bajó a cero después de 1925, víctima de la voracidad de Hollywood. El período 1936-1957 fue la edad de oro de su cinematografía. El presidente Lázaro Cárdenas favorecedor de la mexicanidad, abrió su cine a otros mercados de lengua castellana. María Félix, Mario Moreno “Cantinflas” tan popular como Chaplin, y el propio público que le otorgó sus favores, permitieron su expansión a otras fronteras. La producción cinematográfica mexicana que en 1940 era de 27 películas para 900 cines y 66 millones de espectadores, pasó a ser en 1950 de 121 películas con 2,500 salas y un total de 162 millones de entradas. En el 2014 Alfonso Cuarón se convirtió en el primer director latinoamericano en ganar el Premio Oscar, abriendo con esta hazaña la puerta al gran director Alejandro Gonzáles Iñárritu, quien ha ganado dos veces la estatuilla dorada como mejor director por "Birdman" (2015) y "El renacido" (2016). Iñárritu además obtiene el Oscar por Birdman a la mejor película en el 2015. Junto a este último en la producciones, el fotógrafo mexicano Emmanuel Lubezki, ha obtenido la afamada estatuilla dorada por la mejor fotografía en 3 ocasiones (Gravity 2013, Birdman 2014 y el Renacido 2015).

### Paraguay
El cine llegó a Paraguay en 1900, pero, tras numerosos cortometrajes, el primer largometraje nacional llegaría en 1978, con "Cerro Corá". La nueva era de producción continua comienza con "María Escobar" (2002), de Galia Giménez, y tiene como principales referentes a títulos como "Hamaca Paraguaya" (2006) de Paz Encina, galardonado con el Premio Fipresci en el Festival de Cannes; "Cuchillo de palo" (2010) de Renate Costa, "Libertad" (2012) de Gus Delgado, así como "7 cajas" (2012) de Juan Carlos Maneglia y Tana Schémbori, la película más taquillera de la historia, que superó el récord de "Titanic" (1997), con más de 360 mil espectadores; "Luna de Cigarras" (2014) de Jorge Díaz de Bedoya, y "Latas Vacías" (2014) de Hérib Godoy. Varias de estas películas están habladas en el segundo idioma oficial del país, el guaraní. El Festival Internacional de Cine Arte & Cultura - Paraguay, creado y dirigido por Hugo Gamarra, se realiza desde 1990; también la Sociedad Cultural organiza el Concurso Nacional de Cortometrajes de Coronel Oviedo, desde 2005. Aunque no existe un instituto nacional de cine, ni una ley de cine, están trabajando varios gremios como la Organización de Profesionales del Audiovisual Paraguayo (Oprap), que organiza el Congreso Nacional Audiovisual Tesape desde 2012. En 2015 existían 11 complejos comerciales de cine en 5 ciudades de Paraguay, con un total de 41 pantallas, 34 de ellas en Asunción.

### Perú
En 1954 tenía 243 cines para 9 millones de habitantes. Quizás sea el país americano donde la cultura nativa ha sobrevivido (por no decir continuado o incluso expandido) más directamente en la vida corriente y en el arte popular, dando lugar a los años 60 a la aparición de un cine que intentaría recuperar la cultura inca, a partir de los trabajos indigenistas de Manuel Chambi.

### Puerto Rico
A partir de los años 50 una importante escuela documentalista aparece de la mano del realizador neoyorquino Willard van Dyke, aunque destinaría gran parte de su producción comercial a los puertorriqueños de Estados Unidos.

### Uruguay
Con 3.600.000 habitantes, las películas uruguayas tienen numerosos adeptos y Uruguay puede permitirse una producción regular. El festival de Punta del Este en Maldonado sería una de los mejores escaparates del cine documental y experimental que surja en Latinoamérica en la segunda mitad del siglo XX. Allí se exhiben las películas censuradas o directamente prohibidas por sus vecinos argentinos, brasileros o chilenos. Actualmente el cine uruguayo "goza de muy buena salud" y logró encontrar en el género de terror una producción que lo distingue por su alta calidad, directores como Federico Álvarez, Gustavo Hernández y Ricardo Islas son reconocidos dentro y fuera de las fronteras de este país.

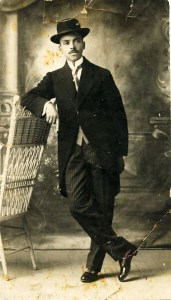
Lucas Manzano, pionero del cine en Venezuela

### Venezuela
Las primeras vistas venezolanas datan de enero de 1897 y se proyectaron públicamente en Maracaibo. Se le han atribuido a Manuel Trujillo Durán pero este personaje se encontraba en camino a Colombia para llevar un Vitascopio. A partir de allí, una sucesión de pioneros hicieron filmes mudos: La dama de las cayenas (1916, Enrique Zimmermann), Don Leandro el inefable (1918, Lucas Manzano), La Trepadora  (1924, Edgar Anzola y Jacobo Capriles). Mientras tanto, la distribución y exhibición cinematográficas se establecieron y consolidaron como un negocio importador vinculado a capitales extranjeros europeos y estadounidenses. Esto hizo que la producción venezolana de cine ficcional fuera episódica y que la industria cinematográfica se fundamentara en la producción de noticieros, documentales y publicidad. El primer establecimiento cinematográfico industrial fueron los Laboratorios Nacionales (1927-1935). Los primeros filmes con sonido fueron La Venus de nácar (1932, Efraín Gómez), La danza de los esqueletos (1934, Herbert Weisz), Taboga (1938, Rafael Rivero) y El rompimiento (1939, Antonio Delgado Gómez). El sonido de la primera fue añadido, mientras que la segunda se hizo con sonido sincrónico. El segundo establecimiento industrial de importancia fue Estudios Ávila (1938-1942), vinculado indirectamente al Estado y encabezado por el escritor y posteriormente presidente de Venezuela Rómulo Gallegos. Estudios Ávila produjo Juan de la calle (1941, Rafael Rivero). Tras su cierre, Bolívar Films -que había sido creada a fines de 1939 y se registró legalmente en 1943-, fundada y dirigida por Luis Guillermo Villegas Blanco, se alzó como la productora más exitosa y longeva, a través de la producción de documentales por encargo gubernamental, noticieros semanales y publicidad para las salas cinematográficas.

## El nuevo cine latinoamericano
En los años sesenta nace un fenómeno de cine llamado: el nuevo cine latinoamericano. Este fenómeno está influido principalmente por el neorrealismo italiano y otros movimientos de cine social. Su función era ir en contra de los modelos estadounidenses y a favor de la conflictiva realidad. Era la esperanza y la nueva posibilidad de restablecer una cinematografía a nivel continental, un nuevo cine.
El inicio se produjo con el Festival del Cine Latinoamericano de Pesaro en la década del 60, pero el momento clave fue el Encuentro de Cine Latinoamericano de 1967, que tuvo su motor en el chileno Aldo Francia, del Cine Club de Viña del Mar, el cubano Alfredo Guevara, del Instituto Cubano de Arte e lndustria Cinematográfico (ICAIC) y el argentino Edgardo Pallero. Fue la primera vez que se reunieron hombres y mujeres de cine de todos los países latinoamericanos.
Para fines de la década del 60 había aparecido toda una camada de realizadores latinoamericanos de importancia, como los brasileños Glauber Rocha y Nelson Pereira dos Santos, los argentinos Fernando Birri, Fernando Solanas y Leonardo Favio, los cubanos Tomás Gutiérrez Alea y Santiago Álvarez, los uruguayos Mario Handler y Ugo Ulive y los chilenos Raúl Ruiz, Miguel Littín y Lautaro Murúa. Todos agrupados dentro del movimiento del Nuevo Cine.
En la década del 70 la mayoría de los países latinoamericanos sufrieron la imposición censuras, golpes de estados y sangrientas dictaduras militares que virtualmente paralizaron la producción cinematográfica y obligaron al exilio a centenares de artistas. El caso más extremo es el de Chile, que durante la larga dictadura de Pinochet (1973-1989) casi no tuvo producción de cine de relieve, mientras que los cineastas chilenos en el exilio produjeron 178 películas. Por ejemplo el cineasta Miguel Littín dirigió dos películas en los años 80s en Nicaragua cuando ese país estuvo bajo el gobierno de los Sandinistas (1979-1990). La primera película de Littín en Nicaragua fue "Alsino y el cóndor" (1982) nominada para los premios Oscar en 1983 y protagonizada por el actor norteamericano Dean Stockwell. La segunda película en Nicaragua fue la épica historia "Sandino" (1989).
Por otra parte, la llegada de los setenta marcan la llegada a Hollywood de una generación de jóvenes cineastas-ejecutivos, entre los que se encuentra Steven Spielberg y George Lucas, que con películas de enorme presupuesto, deslumbrantes efectos especiales y entretenimiento superficial, conquistaron a un público que encontraba en estas películas no realistas una salida a las presiones reales.
El Nuevo Cine Latinoamericano se diferenció notablemente del cine "nacional" de los años 1930-1960, por orientarse mucho más hacia el "cine de autor" y relativamente alejado de los mecanismos comerciales relacionados con los sistema de "farándula".
En fines del siglo XX se percibe una nueva “ola creativa”, y la producción cinematográfica de países como Argentina, Uruguay, Chile, México y Brasil realizan películas que retratan con más realismo la situación de la población marginalizada, dramas con los dilemas de la sociedad contemporánea, e incursiones memorialistas con relecturas del período de las dictaduras militares, entre otras temáticas abordadas.
Argentina, Brasil y México lideran la producción cinematográfica, con el ingreso de una considerable cinematografía de Cuba, Chile, Bolivia, Colombia, Perú, Uruguay y Venezuela.
En 2008 en la ciudad mexicana de Monterrey, se dio inicio el Festival Ternium de Cine Latinoamericano como una ventana para ver lo mejor de la nueva producción cinematográfica en los países de Latinoamérica.[cita requerida]

## Nuevas tecnologías
Las nuevas tecnologías han comenzado a modificar todo lo concerniente a los medios audiovisuales, impactando también el cine tradicional. Estas tecnologías impactan la economía, la industria y el comercio cinematográfico, y hace un avance de teorías y principios que antes parecían inalcanzables. En la actualidad, en casi todos los países de América Latina, la cinematografía y los programas de televisión proceden de los Estados Unidos. “Aunque la importancia principal de los medios de comunicación radica precisamente en lo que se comunica directamente (aspecto ideológico/cultural), no debería subestimarse su basamento tecnológico (aspecto industrial/comercial), en la medida que éste condiciona o determina las posibilidades, alcances y efectos de lo que se comunica.

## Festivales y premios
El premio latinoamericano más importante es el Premio Platino. En México, el Premio Ariel es el de mayor prestigio.
Los festivales y premiaciones de cine latinoamericano por país:

### Centroamérica
- Festival Ícaro
- Festival Internacional de Cine Suchitoto
- Festival Internacional de Cine de Panamá

### Cuba
- Festival Internacional del Nuevo Cine Latinoamericano de La Habana

### Ecuador
- Festival de Cine de Cuenca
- Festival Internacional de Cine de Guayaquil

### España
- Muestra de Cine Latinoamericano de Lérida

### Francia
- Festival de Cine Latinoamericano de Toulouse

### México
- Premio Ariel
- Festival Internacional de Cine de la UNAM
- Festival Internacional de Cine de Guadalajara
- Festival Internacional de Cine de Morelia
- Festival Internacional de Cine de Guanajuato
- Festival Ternium de Cine Latinoamericano de Monterrey

### Países Bajos
- Festival de Cine Latinoamericano de Utrecht

### Panamá
- Festival Internacional de Cine de Panamá

### Perú
- Festival de Cine de Lima

### República Dominicana
- Festival de Cine Global Dominicano

### Uruguay
- Festival Internacional de Cine de Montevideo (MONFIC)

### Venezuela
- Festival del Cine Venezolano
- Festival de Cine Latinoamericano y Caribeño de Margarita

## Participación en Premios Óscar
En producciones latinoamericanas: Argentina ganó dos premios en la categoría mejor película internacional con La historia oficial en 1986 y El secreto de sus ojos en 2010. En total, la nación sudamericana ha ganado 7 estatuillas por producciones o profesionales de ese país, de un total de 19 nominaciones.
Chile ha ganado dos premios Óscar, uno en mejor película de habla no inglesa con Una mujer fantástica y uno en mejor cortometraje animado con Historia de un oso. En total esta nación sudamericana ha ganado 4 estatuillas por producciones o personas de Chile, de un total 13 nominaciones.
México ha ganado 24 premios por personas mexicanas y dos premios en las categorías mejor cortometraje y mejor cortometraje documental con Centinelas del silencio en 1972 y una por mejor película de habla no inglesa con Roma en 2019.